# جون هور
جون هور (بالإنجليزية: Johnny Hore)‏ هو لاعب كرة قدم ومدرب كرة قدم بريطاني في مركز الدفاع، ولد في 10 فبراير 1947 في فكسهل في المملكة المتحدة. لعب مع نادي إكزتر سيتي ونادي بليموث أرجايل.